# القفلة (رصد)

تعديل مصدري - تعديل

القفلة هي إحدى قرى عزلة القارة بمديرية رصد التابعة لمحافظة أبين، بلغ تعداد سكانها 40 نسمة حسب تعداد اليمن لعام 2004.